# Ульвивок
Ульвивок (укр. Ульвівок) — село в Сокальской городской общине Шептицкого района Львовской области Украины.
Население по переписи 2001 года составляло 554 человека. Занимает площадь 1,608 км². Почтовый индекс — 80020. Телефонный код — 3257.

## История
В 1995 г. селу Ольховое возвращено историческое Ульвивок